# Dornier Do 27
Dornier Do 27 – niemiecki samolot wielozadaniowy typu STOL, produkowany przez firmę Dornier w latach 1955-1965.